# Пиове ди Сако
Пио̀ве ди Са̀ко (на италиански: Piove di Sacco) е град и община в Северна Италия, провинция Падуа, регион Венето. Разположен е на 5 m надморска височина. Населението на общината е 19 928 души (към 2014 г.).